# 오스트리아 기독당
오스트리아 기독당(독일어: Christliche Partei Österreichs, 크리스틸리셰 파르타이 외스터라이히스[*],약칭 CPÖ, 예전 약칭 Die Christen)은 2005년 10월 15일에 설립된 오스트리아의 군소 정당이다.